# Софійка
Со́фійка — село в Україні, у Медвинській сільській громаді Білоцерківського району Київської області. Населення становить 106 осіб.

## Історія

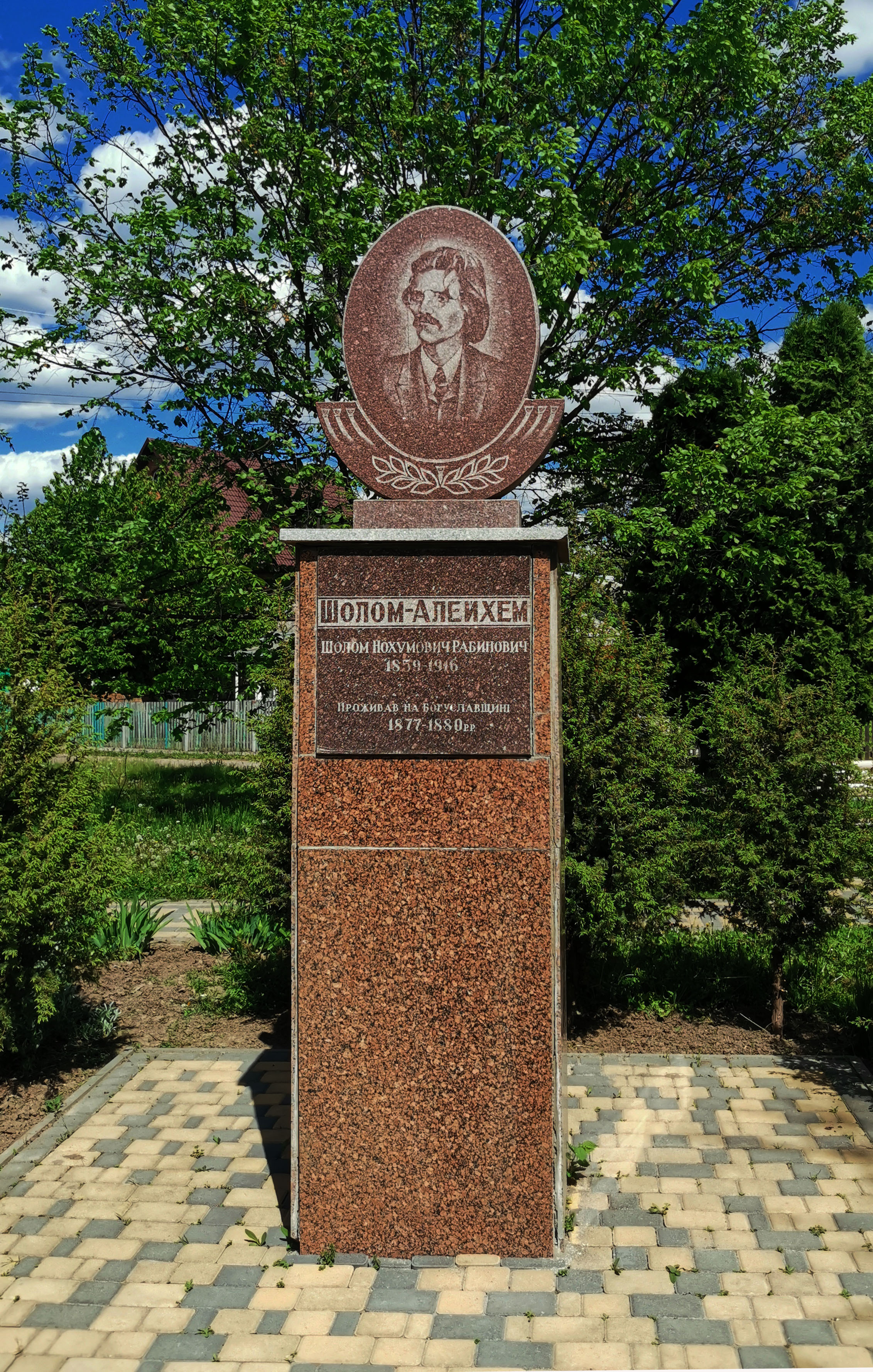
Пам'ятник Шолом-Алейхему у Богуславі

Протягом 1877—1880 років в Софійці працював вихователем дочки Ольги магната Елімелеха Лоєва відомий письменник Шолом-Алейхем, який згодом одружився з Ольгою.
В часи комуністичного терору й голодомору 1932—1933 років зареєстровано 74 смертей мешканців Софійки..